# Chocholá (kommun)
Chocholá är en kommun i Mexiko.   Den ligger i delstaten Yucatán, i den östra delen av landet, 1 000 km öster om huvudstaden Mexico City. Antalet invånare är 4 530. Arean är 100 kvadratkilometer.
Terrängen i Chocholá är mycket platt.
Följande samhällen finns i Chocholá:
- Chocholá